# 해양경찰학교
해양경찰학교(海洋警察學校)은 신뢰받는 해양경찰관 양성으로 세계최고의 해양치안전문교육기관으로 거듭나기 위해 설립된 대한민국 해양경찰청 소속기관으로 해양경찰학교장은 치안감(2급 상당)으로 보한다. 1987년 경찰종합학교 해경학과를 거쳐, 1996년 해양경찰청의 출범으로 1997년 3월 31일 해양경찰학교의 모태인 '직무육장'을 개설하여 기능별 직무교육을 전담해오다 2004년 5월 6일 인천광역시 영종도 소재의 해양경찰청 특공대 건물을 개조하여 개교하였다. 충청남도 천안시 동남구 병천면 충절로 1687 (병천리 331)에 위치하고 있었으나 공공기관 지방이전에 따른 혁신도시 건설 및 지원에 관한 특별법에 따라 2013년 10월 전라남도 여수시 오천동으로 이전하였다. 여수 이전과 함께 해양경찰학교에서 해양경찰교육원(海洋警察教育院)으로 명칭을 변경하였다. 2006년 2월 제2캠퍼스가 인천광역시 중구 운서동에서 개교하였다. 2013년 11월 직제 폐지되고 해양경찰교육원이 신설되었다.

## 연혁
- 1953년 12월 23일 해양경찰대 창설(부산). 신임교육 경남경찰학교에 위탁실시. 직무교육 해양경찰대 자체실시
- 1971년 7월 14일 해양경찰대 교육대 설치(부산)
- 1974년 11월 14일 교육대 내에 훈련단 신설
- 1978년 8월 9일 교육대 폐지. 해군에 위탁교육 실시. 훈련단을 경비과에 편입
- 1979년 10월 12일 훈련단 인천 이전
- 1980년 8월 14일 훈련단 부산지구해양경찰대로 이전
- 1987년 10월 15일 경찰종합학교에 교관요원 17명 파견 직무교육 실시(해군위탁교육을 경찰자체교육으로 전환)
- 1988년 1월 1일 경찰종합학교에 해양경찰학과 설치(가칭)
- 1998년 3월 5일 해양경찰청 사무분장규칙 개정으로 교육기획담당, 훈련담당 분장사무 처리(해경학과 담당은 경무과로)
- 1998년 5월 29일 해양경찰청 사무분장규칙 개정으로 교육기획담당, 훈련담당, 교육담당, 해경학과담당 분장사무 처리
- 1999년 5월 24일 해양경찰청과 그 소속기관 직제 시행규칙 개정으로 교육담당관에서 교육과로 개칭(해양수산부령 제121호) 및 해양경찰청 사무분장규칙 개정으로 교육과장 아래 교육기획계, 교육계, 해경학과로 사무분장(훈련담당 폐지)
- 2000년 2월 10일 해양경찰청 훈령 개정으로 교육기획계, 교육계, 해경학과, 훈련단으로 사무분장(훈련단 신설)
- 2004년 1월 29일 해양경찰학교 직제 공포
- 2004년 2월 3일 해양경찰청과 그 소속기관 직제 시행규칙 개정으로 교육과에서 인사교육과로 개칭(해양수산부령 제 268호) 및 해양경찰청 사무분장규칙 개정으로 인사교육과장 아래 인사계, 교육계, 교육기획계, 해경학과, 훈련단으로 사무분장
- 2004년 2월 5일 초대 해양경찰학교장 최광현 치안감 취임
- 2004년 2월 16일 해양경찰학교 신설 준비단 발족
- 2004년 5월 6일 해양경찰학교 개교. 인천광역시 중구 운북동 정부기관단지 내 해양경찰특공대 건물 개조 등. 교무과, 총무과, 훈련단 등 2과 1단 2개학과(해경학과, 실무학과)
- 2005년 10월 31일 제2대 해양경찰학교장 김대홍 치안감 취임
- 2006년 2월 23일 해양경찰학교 제2캠퍼스 개관. 인천광역시 중구 운서동(영종도) 지도자육성재단 인천연수원 임차
- 2007년 9월 3일 제3대 해양경찰학교장 강성형 치안감 취임
- 2007년 12월 28일 해양경찰학교 천안캠퍼스로 이전
- 2009년 5월 8일 제4대 해양경찰학교장 김승수 치안감 취임
- 2013년 11월 5일 해양경찰교육원 직제가 신설되면서 폐지
- 2021년 12월 27일 제14대 해양경찰교육원장 여인태 경무관 취임
- 2023년 7월 1일 제15대 해양경찰교육원장 여성수 경무관 취임
- 2024년 3월 25일 제16대 해양경찰교육원장 임명길 경무관 취임
- 2024년 7월 2일 제17대 해양경찰교육원장 한상철 경무관 취임

## 운영 현황

### 함정훈련
해양경찰학교 훈련단에서는 해상에서 종합적인 법집행관으로서의 완벽한 해상치안태세확립을 목표로 함정훈련의 내실화를 기하고 있다. 이를 위해 각종 장비·물품 점검 및 임무수행에 필요한 검문검색, 조난선 구조, 해상시위 진압 등과 관련한 함정훈련계획을 수립·집행하고 있다. 교육생들의 훈련성과 측정·평가·분석 등을 통하여 훈련의 질을 제고하고 훈련결과를 피드백 하여 함정훈련내용을 개선하고 있다.

### 전문교육과정
해양경찰관들의 실무능력 향상을 위한 교육과정이다. 선박나포·수색구조·범죄단속·오염방제 등 실무위주 교육을 실시함으로써 실질적인 현장중심의 교육이 될 수 있도록 하였다. 또 안보·역사현장 견학, 사회봉사활동, 직무사례, 분임토의 등 주입식 교육에서 직접 참여하여 문제를 해결하는 Action-Learning기법을 도입하고 있다.

### 신임교육과정
신임교육은 투철한 국가관과 공직윤리관 등 경찰관으로서의 기본소양을 함양하는데 주안점을 두고 있다. 기초체력·무도 및 수상인명구조 훈련을 통하여 강인한 체력을 길러주고 있으며, 아울러 정체성 교육을 강화하여 해양경찰의 혼을 심어주는데 주력하고 있다.

### 경위·경사 기본교육
초급간부로서 갖추어야할 기본소양과 지휘능력 배양에 중점을 두었으며, 지식정보화사회에 부응하는 창의력을 향상하고, 일선현장의 사례를 중심으로 연구·분석·토론하는 참여식 수업을 실시하여 직무수행능력의 제고를 꾀하고 있다.

### 전투경찰순경 교육
해양경찰업무에 필요한 기초지식을 습득한 후, 해상치안업무 보조자로서 역할을 충실히 수행할 수 있도록 해양경찰정신과 실무적응능력 향상에 초점을 맞추었으며, 국민의 봉사자로서 보람과 긍지를 가질 수 있도록 소양교육도 병행하고 있다.

## 조직

### 해양경찰학교장

#### 총무과
- 총무계
- 경리계
- 장비계

#### 교무과
- 교육기획팀
- 교육운영팀
- 학생지도팀
- 경비안전학과
- 정보수사학과
- 함정운용학과
- 경무행정학과
- 장비관리학과
- 체육학과
- 응급구조학과
- 해양환경학과

#### 함정훈련과
- 훈련단
- 훈련함

#### 학교건설추진단
- 현장관리팀
- 현장행정팀

## 같이 보기
- 바다로
- 중앙경찰학교
- 경찰인재개발원
- 경찰대학